# Ґері Гарт
Гері Гарт (англ. Gary Hart, уроджений Гері Воррен Гартпенс англ. Gary Warren Hartpence; нар. 28 листопада 1936, Оттава, Канзас) — американський політик-демократ. Він представляв штат Колорадо у Сенаті США з 1975 по 1987.
Вивчав теологію і право у Єльському університеті. Крім того, у 2001 році він здобув докторський ступінь в Оксфорді. Гарт працював юристом у Денвері з 1967 по 1974.
Він програв праймеріз Демократичної партії на президентських виборах у 1984 році Волтеру Мондейлу. Він також намагався стати кандидатом у президенти у 1988, однак популярність Гарта впала через розголошення у пресі його подружньої зради.